# Armer Mann
Der Arme Mann (auch Hesselbacher Höhe) ist ein 574 m ü. NHN hoher Gebirgspass im Rothaargebirge auf dem Gebiet von Hesselbach im Wittgensteiner Land. Der Pass verbindet Hesselbach mit Bad Laasphe. Auch der Bergkomplex zwischen den Orten wird Armer Mann genannt.

## Passstraße
Die Straßenverbindung ist als Kreisstraße 36 deklariert. Sie führt als Abzweig der Bundesstraße 62 (335 m) mit dem Namen Gennernbach nach Süden durch Bad Laasphe. Der weitere Aufstieg verläuft parallel am Tal des Großen Gennernbach, in der Wolfskammer, vorbei. Ab der gemeinsamen Senke von Wabach und Großem Gennerbach steigt die Passstraße schließlich am Nordhang des Görzbergs (567 m) auf, bis er am Übergangsbereich zwischen dem Gerhartsberg (587,5 m) im Ostnordosten und dem Spreitzkopf (627 m) im Westsüdwesten etwa 90 m nordwestlich die hessischen Grenze in 574 m Höhe erreicht. Im weiteren Verlauf dreht die Straße nach Westen in eine Senke. Auf 490 m Höhe erreicht sie schließlich den Ortseingang von Hesselbach und führt als Straße Zum Spreit hinunter durch die Ortschaft. In der Ortsmitte verläuft sie auf etwa 447 m Höhe.
Die Straße erweist sich in Hesselbach als Nadelöhr für große Kraftfahrzeuge, deren Fahrer die Gewichtsbeschränkung von 3,5 Tonnen ignorieren. Verlegungspläne für die Straße wurden aufgrund der hohen Kosten von geschätzt 900.000 Euro nicht realisiert.
Ein Wandererparkplatz mit Grillplatz nahe dem Pass heißt Am Armen Mann.
Durch den Orkan Kyrill wurden großflächig Bäume auf bewaldeten Berghängen umgeworfen. Vor allem auf dem Scheitelpunkt der Kreisstraße hat der Sturm großen Schaden angerichtet. Infolgedessen wurde die Straße längere Zeit gesperrt.

## Erzförderung
In der Region wurde Ende des 17. Jahrhunderts im Stollen Gottessegen Erz gefördert. Um 1800 werden Kupfervorkommen dokumentiert sowie ohne Datierung blei- und silberhaltige Erze.

## Sage zur Namensherkunft
Es heißt, der Name Armer Mann basiere auf einer Sage. In einer Winternacht hatte ein Hesselbacher Mann Zahnschmerzen. Der einzige Arzt befand sich in Bad Laasphe, wo dieser den Zahn entfernte. Für den Rückweg nach Hesselbach nahm er noch Brote mit. Auf dem Rückweg durch die hohen Schneemassen erblickt er plötzlich eine Herde von fünf Wölfen. Mit einem Stock kann er anfänglich die Tiere vertreiben, bis ihn die Kraft dafür verlässt. Mit dem Brot kann er die Wölfe auf Abstand halten. Mit dem Stock drischt er auf die Tiere ein und der Schnee verfärbt sich blutrot. Zum Glück wird der Hund des Försters wach. Der Förster lässt den Hund los und der Mann ist gerettet. Zuhause angekommen wankte er durch die Tür und trat voller Angst und Anstrengung in die Wohnung hinein. Er murmelte tief seufzend die Wort: „Ach, ich armer Mann!“

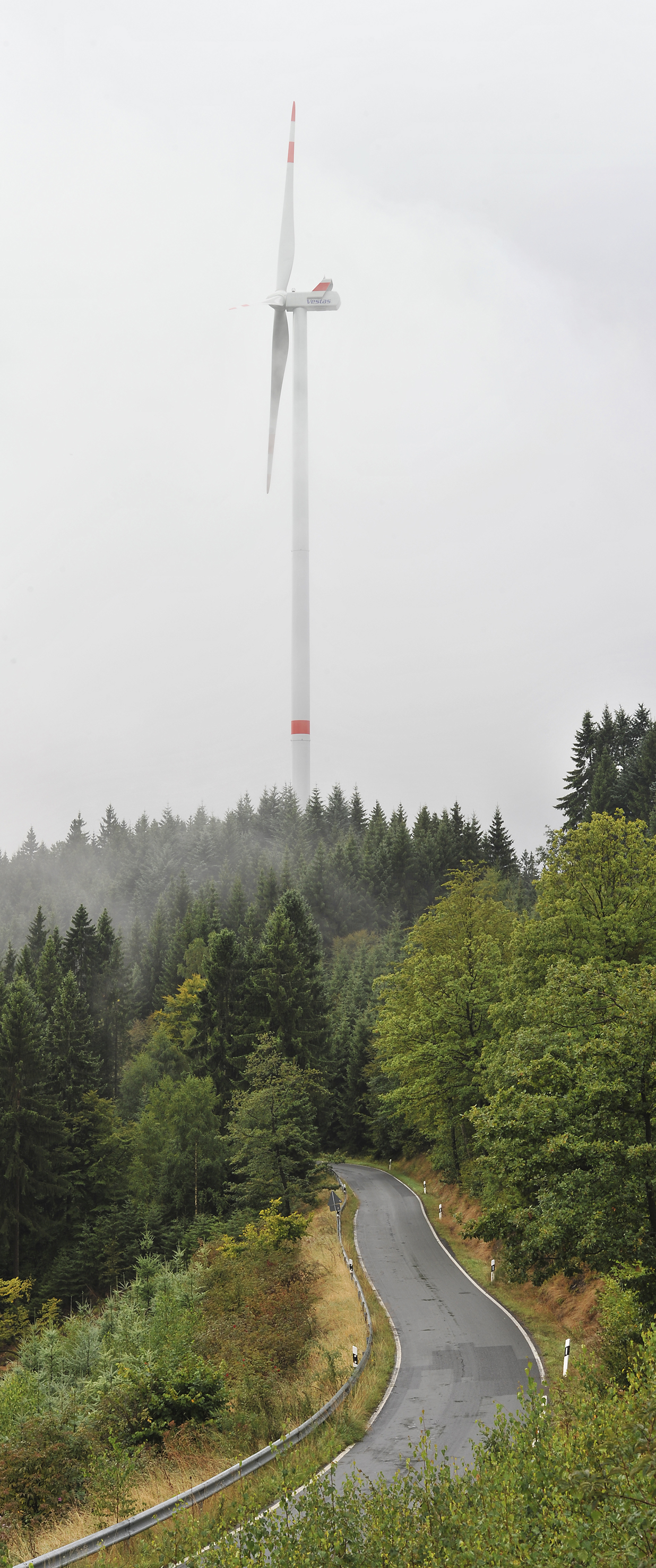
Kreisstraße 36 in Passnähe mit Windrad

## Windpark Hesselbach
Unter anderem auf dem Spreitzkopf befindet sich der Windpark Hesselbach. Für die jeweiligen Bauarbeiten des Windparks wurde die K 36 in eine Einbahnstraße verwandelt. Die erlaubte Fahrtrichtung war von Bad Laasphe nach Hesselbach. Grund dafür war jeweils, dass sonst stattfindender Begegnungsverkehr mit den Baufahrzeugen ein Sicherheitsrisiko wäre.